# Eoghan Fitzsimons
Eoghan Fitzsimons (* 13. Juni 1943 in Dublin) ist ein irischer Rechtsanwalt. Er war von November 1994 bis Dezember 1994 Attorney General of Ireland. Fitzsimons war Mitglied der Fianna Fáil.

## Biographie
Nach dem Studium am University College Dublin graduierte er mit dem Master of Laws an der Yale Law School und promovierte an der Sorbonne Université, Paris.
Bei den Parlamentswahlen 1977 kandidierte er für die Fianna Fáil für den Wahlkreis Dublin Clontarf, wurde aber nicht gewählt. 
Wegen der Regierungskrise 1994, die auch durch seinen Vorgänger Harry Whelehan ausgelöst wurde, ernannte ihn Taoiseach Albert Reynolds am 11. November 1994 zum Attorney General of Ireland (Generalstaatsanwalt). Er blieb in dem Amt bis zum 15. Dezember 1994, nachdem die mitregierende Irish Labour Party die Koalition aufgekündigt hatte. Das Verhältnis zwischen dem Attorney General und dem Taoiseach Albert Reynolds galt Bertie Ahern zufolge als „angespannt“.